# پر ویبرگ
پر ویبرگ (به سوئدی: Per Wiberg) نوازندهٔ کیبورد سوئدی است. وی بیشتر به عنوان کیبوردنواز پیشین گروه موسیقی اپث شناخته می‌شود، وی یکی از اعضای گروه استونر متال اسپیرچوال بگرز نیز است و پیش از پیوستن به این گروه؛ در یک گروه دیگر با نام دث ارگان همکاری می‌کرد. او در تورهای ۲۰۰۳ اپث به عنوان همخوان و نوازنده کیبورد به گروه اپث پیوست و از ۲۰۰۵ به عنوان عضو اصلی با گروه همکاری کرد. وی با آرچ انمی نیز همکاری‌هایی را به عنوان هنرمند مهمان داشته است.

## ترانه‌شناسی
| عنوان آلبوم                              | هنرمند         | سال  |
| ---------------------------------------- | -------------- | ---- |
| Lamentations                             | اپث            | ۲۰۰۳ |
| The Roundhouse Tapes                     | اپث            | ۲۰۰۷ |
| Watershed                                | اپث            | ۲۰۰۸ |
| In Live Concert at the Royal Albert Hall | اپث            | ۲۰۱۰ |
| Ghost Reveries                           | اپث            | ۲۰۰۵ |
| Heritage                                 | اپث            | ۲۰۱۱ |
| Mantra III                               | اسپیرچوال بگرز | ۱۹۹۸ |
| Ad Astra                                 | اسپیرچوال بگرز | ۲۰۰۰ |
| On Fire                                  | اسپیرچوال بگرز | ۲۰۰۲ |
| Demons                                   | اسپیرچوال بگرز | ۲۰۰۵ |
| Return to Zero                           | اسپیرچوال بگرز | ۲۰۱۰ |
| Earth Blues                              | اسپیرچوال بگرز | ۲۰۱۳ |
| ۹ to 5                                   | دث ارگان       | ۱۹۹۵ |
| Universal Stripsearch                    | دث ارگان       | ۱۹۹۷ |